# 정보기관 목록
다음은 국가별 정보기관 목록이다.
 대한민국
- 국가정보원 (國家情報院 / National Intelligence Service, NIS)
- 국방정보본부 (國防情報本部 / Defense Intelligence Agency, DIA)
- 국군정보사령부 (國軍情報司令部 / Defence Intelligence Command, DIC)
- 군사안보지원사령부 (軍事安保支援司令部 / Defense Security Support Command, DSSC)

 조선민주주의인민공화국
- 국가안전보위부
- 인민무력부 정찰총국
- 보위국 (보위사령부)
- 통일전선부
- 225국

 그리스
- 그리스 국가정보청 (EVP)

 남아프리카 공화국
- 남아프리카 공화국 보안정보국 (SASS)
- 남아프리카 공화국 국가정보국 (NIA)

 네덜란드
- 네덜란드 종합정보보안국 (AIVD)

 노르웨이
- 노르웨이 보안경찰국 (PST)

 뉴질랜드
- 뉴질랜드 안보정보청 (New Zealand Security Intelligence Service, NZSIS)
- 뉴질랜드 통신안전국 (GCSB)

 덴마크
- 덴마크 정보방호국 (Forsvarets Efterretningstjeneste, FE)
- 덴마크 보안 정보국 (Politiets Efterretningstjeneste, PET)

 독일
- 연방헌법수호청 (Bundesamt für Verfassungsschutz, BFV)
- 연방정보원 (Bundesnachrichtendienst, BND)
- 독일 군사정보부 (Militärischer Abschirmdienst, MAD)

 러시아
- 러시아 연방보안국 (Федеральная служба безопасности, ФСБ(FSB))
- 대외정보국 (Служба внешней разведки, СВР(SVR))
- 정보총국 (Главное разведывательное управление, ГРУ(GRU))

 레바논
- 레바논 국가보안부 (LSS)

 루마니아
- 루마니아 대외정보국 (SIE)
- 루마니아 국내정보국 (SRI)

 리투아니아
- 리투아니아 보안국 (STT)

 멕시코
- 멕시코 안보조사센터 (CISEN)

 몬테네그로
- 몬테네그로 국가안보국 (ANB)

 미국
- 미국 국가정보장실 (國家情報長室), Office of the Director of National Intelligence, ODNI)
- 미국 국토안보부 (美國 國土安全部, United States Department of Homeland Security, DHS)
- 미국 국가안보국 (National Security Agency, NSA)
- 미국 중앙정보국 (Central Intelligence Agency, CIA)
- 미국 국방정보국 (Defense Intelligence Agency, DIA)
- 연방수사국 (Federal Bureau of Investigation, FBI)
- 미국 국무부 정보조사국 (Bureau of Intelligence and Research, INR)
- 미국 재무부 테러금융정보실 (FI)
- 정보분석실 (Office of Ingelligence and Analsis, OIA)
- 미국 에너지부 정보국 (IN)
- 미국 국가대기권정보국 (NGA)
- 국가정찰국 (National Reconnaissance Office, NRO)
- 공군 정보감시정찰국 (The Air Force Intelligence & Surveillance and Reconnaissance Agencey, AFISRA)
- 육군 정보보안사령부 (Intelligence and Security Command, INSOCOM)
- 해군 정보국 (Ofiice of Naval Intelligence, ONI)
- 해병 정보국 (Marine Corps Intelligence Activity, MCIA)
- 미국 해안경비대 정보국 (CGI)

 방글라데시
- 방글라데시 총리실 특별분국 (SB)

 벨라루스
- 벨라루스 국가보안위원회

 보스니아 헤르체고비나
- 보스니아 헤르체고비나 보안정보국 (OSA)

 브라질
- 브라질 국가정보국 (ABIN)

 사우디아라비아
- 사우디아라비아 중앙정보국 (GIP)

 세르비아
- 세르비아 보안정보국 (BIA)

 스웨덴
- 스웨덴 보안경찰국 (SAPO)

 스페인
- 스페인 국가중앙정보국 (CNI)

 슬로베니아
- 슬로베니아 정보국 (SIS)

 싱가포르
- 안전정보국 (Security and Intelligence Division, SID)

 아르헨티나
- 아르헨티나 비밀정보국 (SIDE)

 아제르바이잔
- 아제르바이잔 국가안보부 (MNSA)

 아프가니스탄
- 아프가니스탄 국가안보총국 (NDS)

 알바니아
- 알바니아 국가정보국 (SHISH)
- 알바니아 국가안전국 (Sigurimi)

 에스토니아
- 에스토니아 보안경찰국 (KAPO)

 영국
- 영국 정보청 보안부 (Military Intelligence Section 5, MI5)
- 영국 비밀정보부 (Secret Intelligence Service, MI6)
- 정보통신본부 (Government Communications Headquarters, GCHQ)
- 국가범죄수사국 (National Crime Agency, NCA)

 오스트레일리아
- 오스트레일리아 비밀정보국 (Australian Secret Intelligence Service, ASIS)
- 오스트레일리아 보안 정보 기구 (Australian Security Intelligence Organisation, ASIO)

 오스트리아
- 오스트리아 국내정보부 (BVT)

 요르단
- 요르단 국가정보부 (GID)

 우크라이나
- 우크라이나 해외정보부 (SZRU)
- 우크라이나 보안원 (SBU)

 이라크
- 이라크 국가정보총국 (DGS)

 이란
- 첩보안보부 (VEVAK)
- 법률집행국 (NAJA)
- 지식정보부 (VAJA)
- 핵시설보안국 (오하브2)
- 국방부 정보보안국
- 이란군 정보보호기구 (SAHEFAJA)
- 이슬람혁명수비대 정보보호기구 (SAHEFASA)
- 이란 보안경찰 (PAVA)
- 경찰정보국
- 이란경찰 정보보호기구 (SAHEFANAJA)
- 국방부 정보보호기구 (SAHEFAVEDJA)

 이스라엘
- 모사드 (Mossad)
- 신베트 (Shin Bet)

 이집트
- 이집트 국토안보국 (EHS)
- 이집트 총첩보국 (EGIS)

 이탈리아
- 군사 정보 보안국 (Servizio per le Informazioni e la Sicurezza Militare, SISMI)
- 해외 정보 보안국 (Agenzia Informazioni e Sicurezza Esterna, AISE)
- 이탈리아 국가정보보안집행위원회 (CESIS)

 인도
- 인도 연구분석원 (RAW)
- 인도 국내정보국 (IB)

 인도네시아
- 인도네시아 국가정보국 (BIN)

 일본
- 내각정보조사실 (Cabinet Intelligence and Research Office, CIRO)
- 공안조사청 (Public Security Intelligence Agency, PSIA)
- 방위성 정보본부 (Defense Intelligence Headquarters, DIH)

 중화민국
- 대만 국가안전국 (NSB)
- 대만 법무부 조사국 (MJIB)

 중국
- 중화인민공화국 국가안전부 (Ministry of State Security, MSS)
- 중국 신화사 (NCNA)

 체코
- 체코 비밀정보국 (BIS)

 칠레
- 칠레 국가정보국 (ANI)

 카자흐스탄
- 카자흐스탄 국가보안부 (KNS)

 캐나다
- 캐나다 안보정보청 (Canadian Security Intelligence Service, CSIS)
- 캐나다 보안통신기구 (CSE)

 쿠바
- 쿠바 총첩보국 (DI)

 크로아티아
- 크로아티아 보안첩보국 (SOA)
- 크로아티아 정보국 (OA)

 태국
- 태국 국가정보부 (NIA)

 튀르키예
- 터키 국가정보기구 (MIT)
- 터키 국내정보부 (KMDG)

 투르크메니스탄
- 투르크메니스탄 국가안보부 (KNB)

 파키스탄
- 파키스탄 정보부(파키스탄 국가정보청) (Inter-Services Intelligence, ISI)

 포르투갈
- 포르투갈 안보정보국 (SIS)

 폴란드
- 폴란드 국내정보국 (AW)
- 폴란드 국가안보부 (ABW)

 프랑스
- 프랑스 대외 안보 총국 (Direction générale de la sécurité extérieure, DGSE)
- 프랑스 국토감시국 (DST)
- 프랑스 국내중앙정보국 (DCRI)

 핀란드
- 핀란드 보안경찰국 (SUPO)

 필리핀
- 필리핀 국가정보조정부 (NICA)
- 필리핀 국립수사국 (NBI)

 헝가리
- 헝가리 국가정보부 (NBH)